# Djursland
Djursland är en halvö i Danmark. Halvön är omkring 1 200 km2 stor och ligger mitt på Jyllands östkust, norr om Århus och söder om Randersfjorden. Administrativt är den uppdelad i Norddjurs kommun och Syddjurs kommun, som bägge ingår i Region Mittjylland. De största städerna är Grenå och Ebeltoft.
Namnet kommer från ett tidigare namn på Grenåen.
Turistattraktioner är badstränderna på nordkusten, Kattegatcentret i Grenå och sommarlandet Djurs Sommerland.[källa behövs]